# Tirodiza
Tirodiza (en griego, Τυρόδιζα) fue una antigua ciudad griega de la Propóntide, en Tracia.
Es citada por Heródoto como una de las ciudades donde Jerjes ordenó establecer depósitos de víveres para su expedición del año 480 a. C. contra Grecia. Estaba en la zona de Perinto.
Posteriormente la ciudad perteneció a la liga de Delos puesto que es mencionada en registros de tributos a Atenas de los años 452/1, 446/5 y 445/4 a. C.
Se ha sugerido que podría identificarse con la ciudad de Tirístasis (Τειρίστασις) mencionada por otras fuentes como el Periplo de Pseudo-Escílax y Plinio el Viejo, una ciudad que fue tomada, junto con la ciudad de Cróbile, por el ateniense Diopites hacia el año 341 a. C. y que más tarde pasó a llamarse Perístasis.